# Хронология развития микроскопа
История создания и совершенствования конструкции микроскопа охватывает более 400 лет и включает следующие основные этапы:
- 1590 — голландские изготовители очков Ханс Янсен и его сын Захарий Янсен, по свидетельству своих современников Пьера Бореля и Вильгельма Бориля, изобрели составной оптический микроскоп.
- 1609 — Галилео Галилей изобретает составной микроскоп с выпуклой и вогнутой линзами.
- 1612 — Галилей представляет оккиолино (итал. occhiolino «маленький глаз; глазок») польскому королю Сигизмунду Третьему.
- 1619 — Корнелиус Дреббель презентует в Лондоне составной микроскоп с двумя выпуклыми линзами.
- 1622 — Дреббель показывает своё изобретение в Риме.
- 1624 — Галилей показывает свою оккиолино принцу Федерику, основателю Национальной академии деи Линчеи.
- 1625 — Джованни Фабер[англ.], друг Галилея из Академии рысеглазых, предлагает для нового изобретения термин микроскоп по аналогии со словом телескоп.
- 1664 — Роберт Гук публикует свой труд «Микрография», собрание биологических гравюр микромира, где вводит термин клетка для структур, которые им были обнаружены в пробковой коре. Книга, вышедшая в сентябре 1664 (часто датируется 1665 годом), оказала значительное влияние на популяризацию микроскопии, в основном из-за своих впечатляющих иллюстраций.

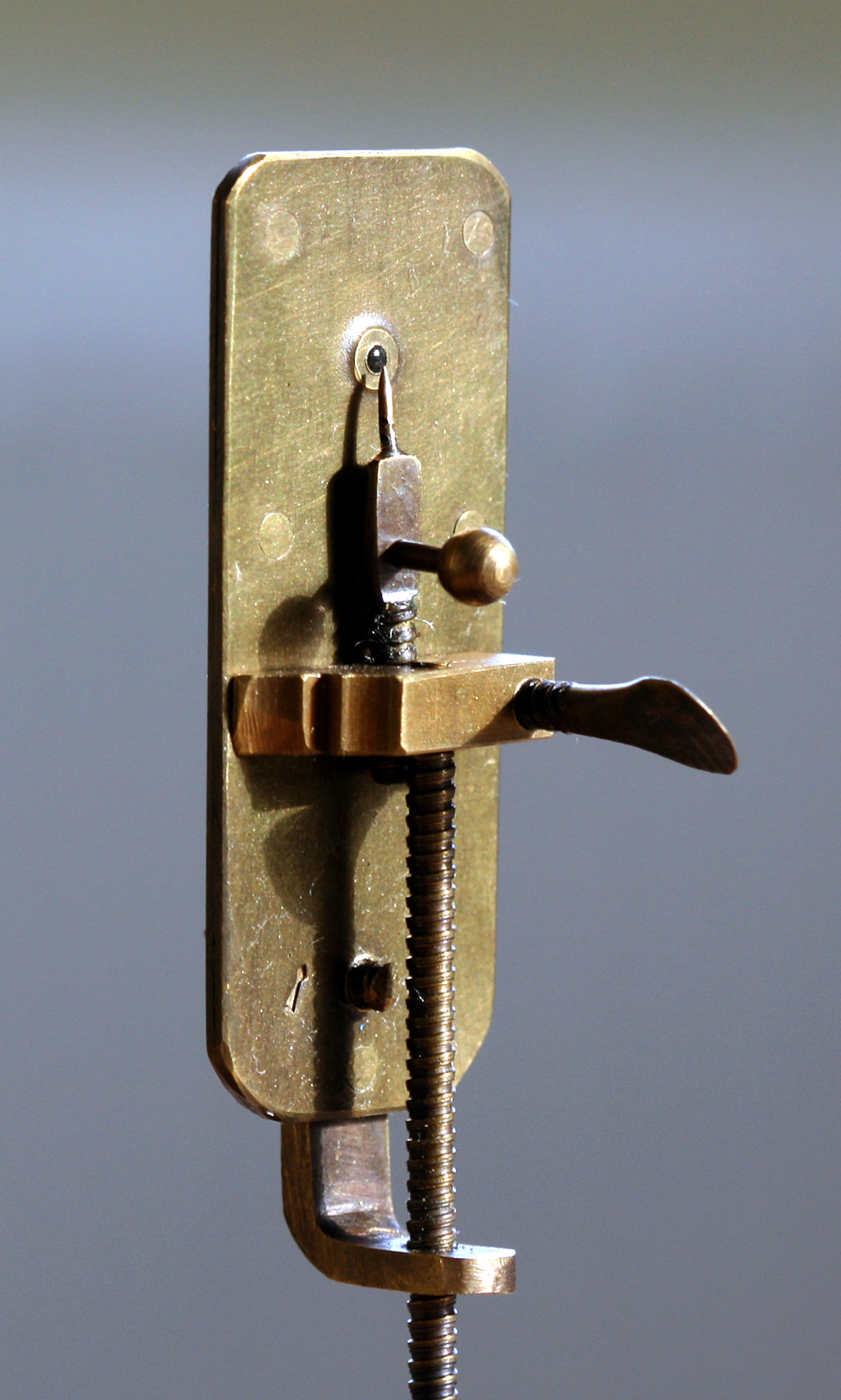
Микроскоп Левенгука XVII века с увеличением до 300 крат.

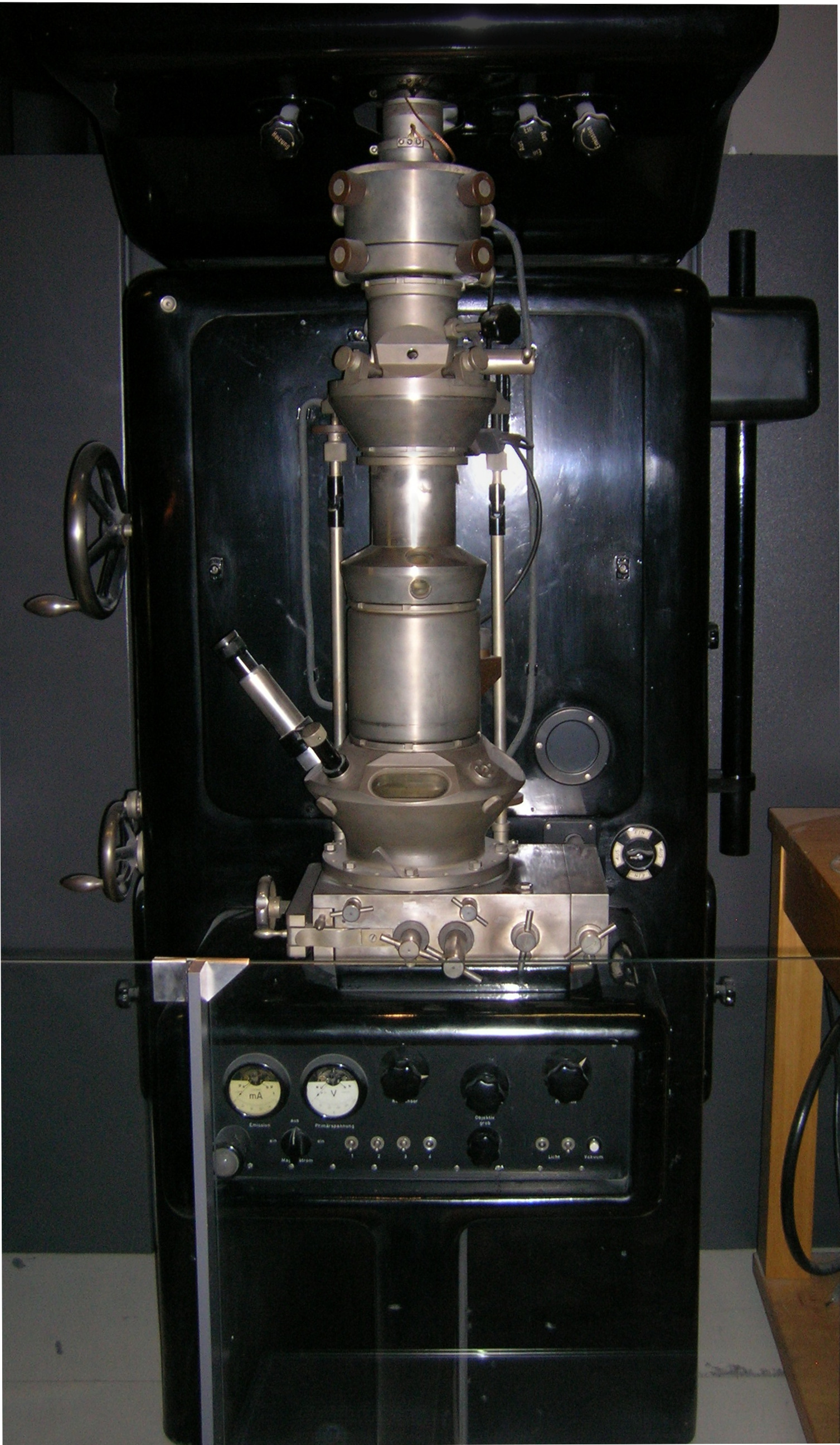
Электронный микроскоп, созданный Эрнстом Руска в 1933 году.

- 1674 — Антони ван Левенгук улучшает микроскоп до возможности увидеть одноклеточные организмы. Микроскоп Левенгука был крайне прост и представлял собой пластинку, в центре которой была установлена линза. Наблюдателю нужно было смотреть через линзу на образец, закреплённый с другой стороны, через который проходил яркий свет от окна или свечи. Несмотря на простоту конструкции, микроскоп позволял получить увеличение, в несколько раз превышающее микроскопы того времени, что позволило впервые увидеть эритроциты, бактерии (1683), дрожжи, простейших, сперматозоиды (1677), строение глаз насекомых и мышечных волокон, инфузории и многие их формы. Левенгук изготовил более пятисот линз и по крайней мере 25 микроскопов различных типов, из которых до настоящего времени сохранилось только девять. Эти микроскопы способны увеличивать изображение в 275 раз, однако существуют свидетельства, что некоторые микроскопы Левенгука обладали 500-кратным увеличением.
- 1863 — Генри Клифтон Сорби разрабатывает поляризационный микроскоп, чтобы исследовать состав и структуру метеоритов.
- 1866—1873 — Эрнст Аббе открывает число Аббе и первым разрабатывает теорию микроскопа, что становится прорывом в технике создания микроскопов, которая до того момента в основном основывалась на методе проб и ошибок. Компания «Карл Цейс» использует это открытие и становится ведущим производителем микроскопов того времени.
- 1931 — Эрнст Руска начинает создание первого электронного микроскопа по принципу просвечивающего электронного микроскопа (Transmission Electron Microscope — TEM). В качестве самостоятельной дисциплины формируется электронная оптика. За эту работу в 1986 году ему будет присвоена Нобелевская премия.
- 1936 — Эрвин Вильгельм Мюллер изобретает полевой эмиссионный микроскоп.
- 1938 — Джеймс Хиллир[англ.] строит другой ТЕМ.
- 1942 — Владимир Зворыкин опубликовал детали первого сканирующего электронного микроскопа.
- 1951 — Эрвин Мюллер изобретает полевой ионный микроскоп и первым видит атомы.
- 1953 — Фриц Цернике, профессор теоретической физики, получает Нобелевскую премию по физике за своё изобретение фазово-контрастного микроскопа.
- 1955 — Ежи Номарский[англ.], профессор микроскопии, опубликовал теоретические основы дифференциальной интерференционно-контрастной микроскопии[2].
- 1967 — Эрвин Мюллер добавляет время-пролётный масс-анализатор к своему полевому ионному микроскопу, создав первый зондирующий атомный микроскоп[англ.] и позволив тем самым производить химическую идентификацию каждого индивидуального атома.
- 1981 — Герд Бинниг и Генрих Рорер разрабатывают сканирующий туннельный микроскоп (Scanning Tunneling Microscope — STM).

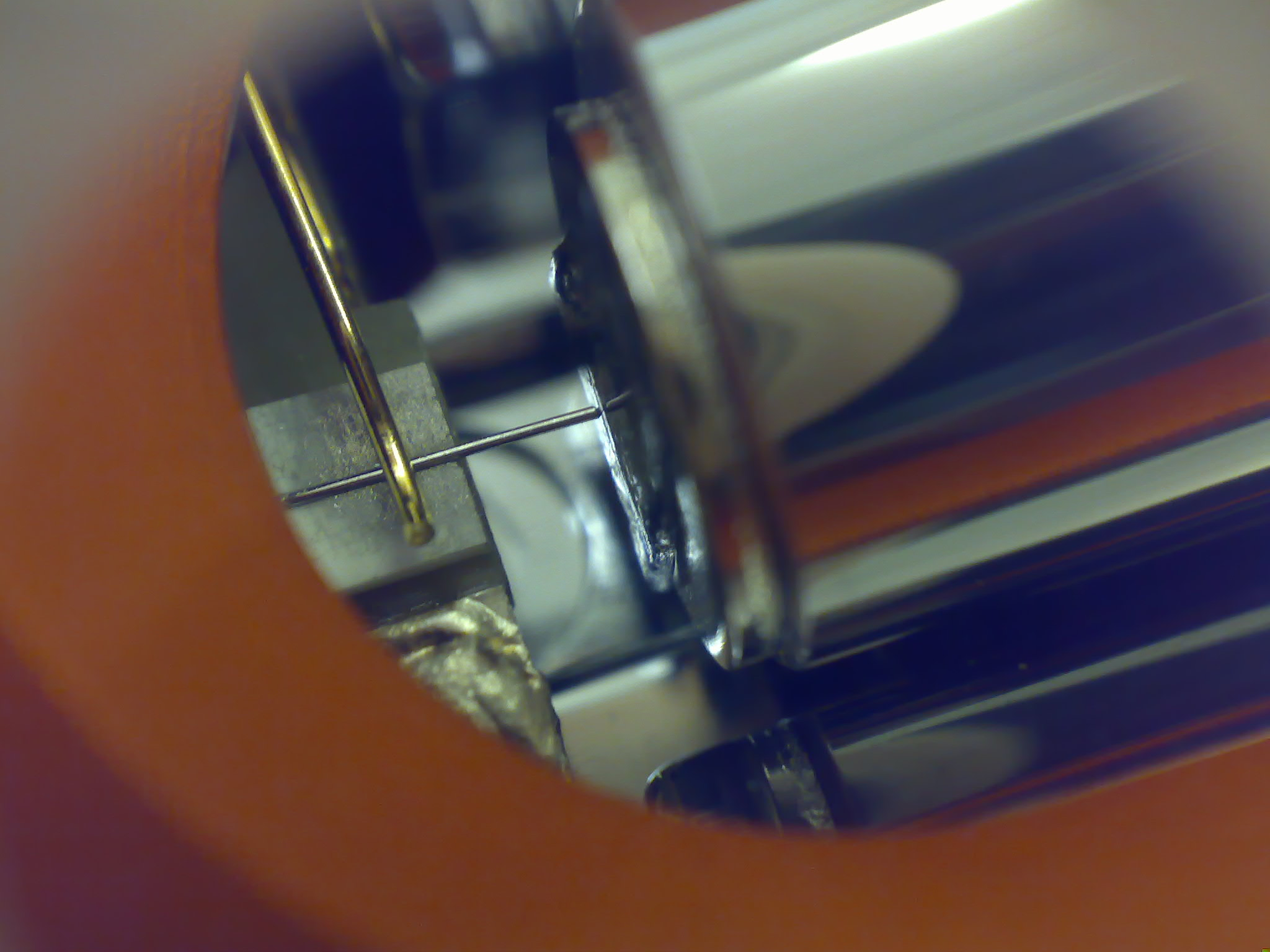
Платино-иридиевая игла сканирующего туннельного микроскопа крупным планом.

- 1986 — Герд Бинниг, Куэйт и Гербер создают сканирующий атомно-силовой микроскоп (Atomic Force Microscope — AFM). Бинниг и Рорер получают Нобелевскую премию за изобретение сканирующего туннельного микроскопа.
- 1988 — Альфред Церезо, Теренс Годфри, и Джордж Смит[англ.] применили позиционно-чувствительный детектор в зондирующем атомном микроскопе, позволяя с помощью него видеть положение атомов в трёхмерном пространстве.
- 1988 — Кинго Итайя (Kingo Itaya) изобретает Электрохимический сканирующий туннельный микроскоп[англ.].
- 1991 — Изобретён Метод силового зондирования Кельвина[англ.] (Метод зонда Кельвина, Kelvin Probe Force Microscopy, KPFM).